# James McEveley
James McEveley est un footballeur écossais né le 11 février 1985 à Liverpool (Angleterre), évoluant au poste de défenseur.
Il compte trois sélections avec l'équipe d'Écosse .